# Diocesi di Chioggia

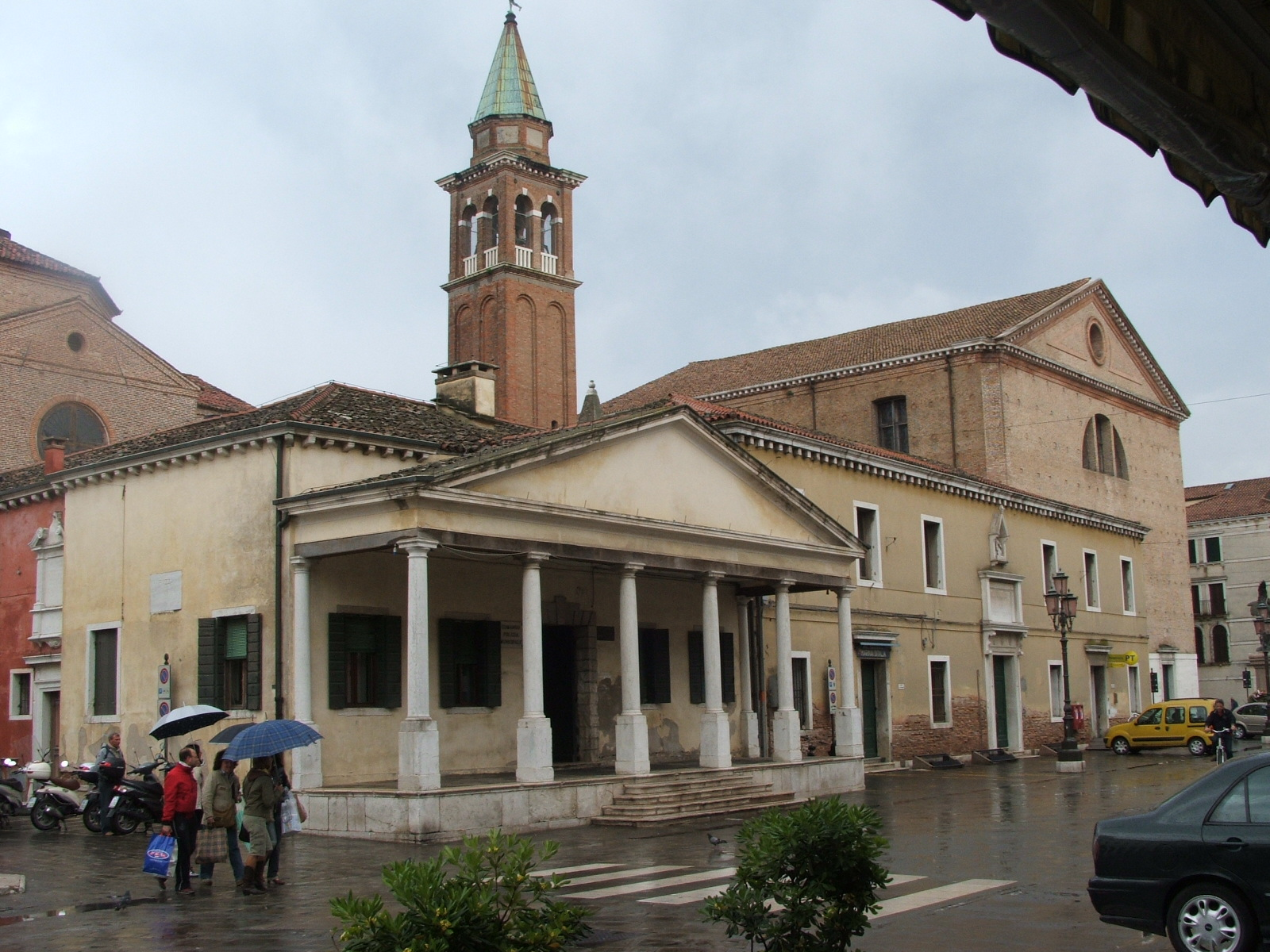
La basilica minore di San Giacomo Apostolo a Chioggia.

La diocesi di Chioggia (in latino Dioecesis Clodiensis) è una sede della Chiesa cattolica in Italia suffraganea del patriarcato di Venezia appartenente alla regione ecclesiastica Triveneto. Nel 2023 contava 106.290 battezzati su 116.130 abitanti. È retta dal vescovo Giampaolo Dianin.

## Territorio
La diocesi comprende la parte meridionale della città metropolitana di Venezia e la parte orientale della provincia di Rovigo. Appartengono alla diocesi i seguenti territori:
- per intero i comuni di Cavarzere, Pettorazza Grimani, Loreo, Rosolina, Porto Viro, Taglio di Po e Porto Tolle;
- la quasi totalità del comune di Chioggia, eccetto la frazione Valli, compresa nella diocesi di Padova;
- Foresto, frazione di Cona; il resto del territorio comunale appartiene alla diocesi di Padova;
- Ca' Emo, Fasana Polesine e Mazzorno Sinistro, frazioni di Adria; il resto del territorio comunale fa parte della diocesi di Adria-Rovigo;
- l'isola di Pellestrina del comune di Venezia.

Sede vescovile è la città di Chioggia, dove si trova la cattedrale di Santa Maria Assunta. Nella stessa città sorge anche la basilica minore di San Giacomo Apostolo.
Il territorio diocesano si estende su 1.000 km² ed è suddiviso in 67 parrocchie, raggruppate in 5 vicariati: Chioggia-Pellestrina (12 parrocchie), Sottomarina (9 parrocchie), Cavarzere (15 parrocchie), Loreo (18 parrocchie) e Ca' Venier (14 parrocchie)

## Storia

### Dalle origini al XV secolo
L'odierna diocesi trae la sua origine dall'antica città di Metamauco (oggi Malamocco), che per un certo periodo nel VII secolo fu sede momentanea dei vescovi di Padova. Quando i vescovi patavini ritornarono nella loro sede, Malamocco rimase per un periodo imprecisato sotto la giurisdizione dei vescovi di Padova fino al IX secolo, quando divenne una diocesi indipendente dalla Chiesa madre patavina, suffraganea del patriarcato di Grado.
Il primo vescovo noto di Malamocco fu Felice I, che nell'876 fu deposto da papa Giovanni VIII e morì l'anno successivo.
Nell'aprile 1110 il vescovo Enrico Grancarolo traslò la sede a Chioggia per la decadenza di Malamocco a causa di una serie di calamità naturali; il trasferimento della sede fu confermato dal doge Ordelaffo Falier. I vescovi, comunque, continuarono a mantenere il titolo "di Malamocco" per qualche decennio e solo nel 1179, con il vescovo Marino, compare il titolo "di Chioggia".
Già nel 1221 il capitolo della cattedrale contava 19 canonici. A titolo speciale era legato al capitolo l'arciprete di Malamocco, con titolo di arcidiacono. Nel corso del Medioevo i canonici erano semplicemente cooptati dal capitolo, ma dal XV secolo il vescovo e anche la Sede apostolica interverranno più volte nella nomina dei canonici.
Il XIV secolo vide la ricostruzione degli edifici sacri di Chioggia, gravemente danneggiati dalle guerre tra Venezia e Genova.
Nel XV secolo fu importante l'opera dei vescovi Centoferri e Venier, tesa a distogliere il clero dagli ambigui rapporti con il potere temporale. Il Venier celebrò due sinodi nel 1490 e nel 1510. Intanto, nel 1508, l'apparizione della Vergine sul lido di Sottomarina segnava una rinascita spirituale della diocesi. Con la soppressione del patriarcato di Grado (1451), Chioggia divenne suffraganea del patriarcato di Venezia.

### La Controriforma
Il XVI secolo fu caratterizzato dalla riforma, perseguita con particolare energia dal vescovo Nacchianti, che partecipò al Concilio di Trento. Fu lui ad aprire nel 1546 la serie delle visite pastorali e ad effettuarne nel seguito del suo episcopato altre tre. Anche i suoi successori compirono per tutto il secolo frequenti visite pastorali.
Nel XVII secolo i vescovi ebbero come obiettivo l'educazione religiosa dei laici e la disciplina del clero. Nel contempo curarono l'edilizia sacra.
La prima metà del XVIII secolo fu contrassegnata da un notevole incremento demografico, accompagnato da un analogo incremento del numero dei sacerdoti e delle parrocchie. Nell'ultimo scorcio del secolo l'incremento della popolazione non si arrestò, mentre il numero dei sacerdoti fece registrare una flessione.

### Il XIX secolo
La costituzione della municipalità francese non turbò eccessivamente la vita della diocesi, anche grazie agli incarichi assegnati ad alcuni sacerdoti nell'amministrazione. La diocesi comunque supererà indenne il pericolo di soppressione che in epoca napoleonica si ripresenterà più volte. Il periodo più travagliato fu quello dal 1807 al 1815 in cui la diocesi dovette sottostare ai decreti dell'autorità civile; offrire preghiere pubbliche per l'imperatore; subire l'imposizione del matrimonio civile, la separazione tra l'anagrafe civile e quella parrocchiale; accettare un nuovo catechismo di stampo prettamente gallicano. La diocesi era coinvolta nelle iniziative del governo, in vista dell'«ordine e dell'incivilimento della società».
Con la restaurazione furono ricostituite le confraternite laicali soppresse dal precedente regime e si pose mano alla riorganizzazione del seminario e più in generale all'istruzione, mediante l'istituzione di nuove scuole.
Il 1848 vedeva il clero della diocesi nutrire sostanzialmente buoni rapporti con la dominazione austriaca, mentre i vescovi vigilavano sulla diffusione presso il clero delle teorie del cattolicesimo liberale. Dopo oltre due secoli, nel 1863 il vescovo De Foretti convocò un sinodo diocesano nel quale condannò il giansenismo. Preoccupato della carità verso i poveri, chiamò a Chioggia i gesuiti perché vi aprissero un istituto di educazione, ma nel 1866 lasciarono la diocesi, appena prima dell'ingresso delle truppe italiane. Durante il Risorgimento i gesuiti erano il bersaglio favorito degli spiriti anticlericali. Le leggi di espropriazione dei beni ecclesiastici colpirono Chioggia già nel 1867, quando vennero incamerate le proprietà dei padri filippini.
Il vescovo Agostini, succeduto a De Foretti dopo una sede vacante di più di quattro anni, non ricevette il regio exequatur e pertanto gli fu proibito di prendere possesso del palazzo vescovile. Inoltre, fu costantemente attaccato dalla stampa liberale. Il vescovo promosse l'Opera dei Congressi e anche una Società per la santificazione delle feste, che furono accolte pessimamente dalla stampa anticlericale.
Il vescovo Marangoni negli anni ottanta del XIX secolo constatava un certo degrado morale, che si esprimeva nell'abbandono del sacramento della Penitenza e in promiscue situazioni familiari. Invece la situazione politica non destò preoccupazioni, almeno fino alle elezioni del 1889 quando fu bandito dell'insegnamento catechistico nelle scuole e i crocefissi e gli altri simboli religiosi furono asportati dai luoghi pubblici. Inoltre, dal bilancio comunale fu cancellata la voce del sussidio al culto. Sul piano sociale, il vescovo chiamò a Chioggia i salesiani e favorì le loro iniziative nel campo dell'istruzione dei giovani.

### Il XX secolo
Nel 1919 la parrocchia di Malamocco, sede primitiva dei vescovi di Chioggia, fu ceduta al patriarcato di Venezia.
Abbastanza complesso fu l'atteggiamento del vescovo e del clero rispetto al fascismo. Mentre il fascismo conquistava consensi in una parte dei fedeli e in pochi sacerdoti (fra cui spiccava il canonico Dughiero), la maggioranza del clero optava per una prudente neutralità, cercando di evitare gli scontri, ma anche la collaborazione con il regime. A dissuadere i cattolici da rapporti troppo cordiali con i fascisti erano soprattutto gli episodi di squadrismo che nell'area del Polesine furono pressoché sistematici. D'altro canto con le iniziative dell'Azione cattolica si cercava di porre un argine al totalitarismo fascista nell'educazione della gioventù.
Nel periodo a cavallo tra la seconda guerra mondiale furono notevoli gli slanci di Giacinto Ambrosi verso le società operaie e i gruppi di lavoratori e disoccupati, che in tutti i modi si prodigò di aiutare e favorire.
Gli anni cinquanta furono funestati dall'alluvione che si abbatté sulla diocesi, provocando ingenti distruzioni e successivamente un forte flusso migratorio verso il retroterra e il triangolo industriale. Chi rimaneva doveva fare i conti con le scarse opportunità di occupazione che offriva la città desolata. Il vescovo Piasentini animò le iniziative di ricostruzione e anche quelle di sostegno a lavoratori e disoccupati, gestendo tutto con grandi capacità dirigenziali. Nel contempo seppe scandire la vita spirituale della diocesi con la proposta di intensi periodi di riflessione, con la ripetuta dedica di un anno ad una particolare devozione.
Lungo il corso del XX secolo la diocesi, a fronte di un calo della popolazione, ha saputo infittire la sua presenza, passando dalle 30 parrocchie d'inizio secolo alle 68 parrocchie attuali. Nel 1964 il territorio della diocesi è stato diviso in cinque vicariati.

## Cronotassi dei vescovi
Si omettono i periodi di sede vacante non superiori ai 2 anni o non storicamente accertati.
- Felice I † (? - 877 deceduto)
- Leone I † (877 - ?)
- Domenico I † (menzionato nel 924 o 925)
- Pietro † (prima del 960 - dopo il 967)
- Leone II † (menzionato nel 1006 circa)
- Domenico II † (1045 o 1046[5] - ?)
- Enrico I † (prima del 1060 - dopo il 1074)
- Stefano I Badoer † (giugno 1107 - ?)
- Enrico II Grancarolo † (prima di aprile 1110 - dopo il 1111)
- Stefano II † (prima di luglio 1122 - dopo settembre 1027)
- Domenico III Guillari † (prima del 1139 - dopo agosto 1150)
- Felice II † (?)[6]
- Giovanni Falier † (circa 1157 - dopo ottobre 1162)
- Marino Ruibolo † (prima di gennaio 1165 - dopo luglio 1180)
- Araldo Bianco † (prima di marzo 1182 - dopo il 1192)
- Domenico IV † (menzionato nel 1203)
- Felice III † (prima del 1218 - dopo il 1228)
- Domenico Selvo † (settembre 1235 - prima di novembre 1236)
- Guidone † (17 novembre 1236[7] - dopo il 1257)
- Matteo † (prima di giugno 1264 - 1284 deceduto)
- Uberto, O.Cist. † (1284 - circa 1285 deceduto)
  - Leonardo Faliero † (circa 1285 - ?) (intruso)
  - Simone Moro † (1286) (vescovo eletto)[8]
  - Stefano Besono † (11 gennaio 1287 - ? deceduto) (vescovo eletto)[9]
- Enrico III, O.F.M. † (16 settembre 1290 - 1302 deceduto)
- Roberto, O.S.A. † (24 settembre 1302 - dopo il 25 aprile 1311 deceduto)
- Ottonello, O.F.M.Obs. † (7 gennaio 1317 - dopo il 15 giugno 1321 deceduto)
- Andrea Dotto † (12 agosto 1322 - 3 dicembre 1337 nominato patriarca di Grado)
- Michele da Verona, O.P. † (7 ottobre 1342 - 1346 deceduto)
- Pietro di Clusello, O.P. † (26 giugno 1346 - 12 dicembre 1347 nominato vescovo di Melfi)
- Benedetto, O.P. † (26 gennaio 1348 - 18 gennaio 1353 nominato vescovo di Pola)
- Leonardo de' Cagnoli † (18 gennaio 1353 - prima di settembre 1362 deceduto)
- Angelo Canopeo † (22 marzo 1363 - 15 gennaio 1369 nominato vescovo di Trieste)
- Giovanni da Camino, O.S.M. † (19 febbraio 1369 - prima del 7 marzo 1374 deceduto)
- Nicolò † (23 marzo 1374 - ? deceduto)
- Nicolò Foscarini † (16 gennaio 1376 - circa marzo 1387 deceduto)
- Silvestro † (18 maggio 1387 - 1401 deceduto)
- Paolo di Giovanni † (25 febbraio 1401 - 24 gennaio 1410 nominato vescovo di Modone)
- Cristoforo Zeno † (3 marzo 1410 - 30 maggio 1411 nominato vescovo di Capodistria)
- Pietro Schiena, O.F.M.Obs. † (16 luglio 1411 - 1414 deceduto)
- Benedetto Manfredi † (14 marzo 1414 - luglio 1421 deceduto)
- Pasqualino Centoferri, O.S.A. † (18 luglio 1421 - prima del 10 ottobre 1457 deceduto)
- Nicolò delle Croci † (21 ottobre 1457 - 10 febbraio 1463 nominato vescovo di Lesina)
- Nicolò Inversi, O.S.M. † (10 febbraio 1463 - novembre 1479 deceduto)[10]
- Silvestro Daziari † (24 gennaio 1480 - dopo il 12 giugno 1485 deceduto)
- Bernardo Venier † (24 gennaio 1487 - 1535 deceduto)
- Giovanni Tagliacozzi † (20 ottobre 1535 - 5 ottobre 1540 deceduto)
- Alberto Pascaleo, O.P. † (5 novembre 1540 - 25 dicembre 1543 deceduto)
- Jacopo Nacchianti, O.P. † (30 gennaio 1544 - 24 aprile 1569 deceduto)
- Francesco Pisani † (19 luglio 1569 - 8 febbraio 1572 deceduto)
- Girolamo Negri † (10 ottobre 1572 - 1578 dimesso)
- Marco Medici, O.P. † (15 dicembre 1578 - 30 agosto 1583 deceduto)
- Gabriele Fiamma, C.R.L. † (23 gennaio 1584 - 14 luglio 1585 deceduto)
- Massimiliano Beniamino, O.F.M.Conv. † (9 settembre 1585 - 10 marzo 1601 deceduto)
- Lorenzo Prezzato † (4 giugno 1601 - 29 ottobre 1610 deceduto)
- Raffaele da Riva, O.P. † (24 novembre 1610 - 19 luglio 1611 deceduto)
- Angelo Baroni, O.P. † (31 agosto 1611 - 11 settembre 1612 deceduto)
- Bartolomeo Cartolario † (11 febbraio 1613 - 17 novembre 1614 deceduto)
- Pietro Paolo Miloto † (9 febbraio 1615 - 1º novembre 1618 deceduto)
- Pasquale Grassi † (29 aprile 1619 - 12 dicembre 1636 deceduto)
- Francesco Grassi † (16 gennaio 1640 - 4 aprile 1669 deceduto)
- Antonio Baldo † (15 luglio 1669 - 8 ottobre 1679 deceduto)
- Stefano Rosada † (3 luglio 1684 - 22 gennaio 1696 deceduto)
- Antonio Grassi † (21 maggio 1696 - 4 novembre 1715 deceduto)
- Giovanni Soffietti, C.R.M. † (5 febbraio 1716 - 19 gennaio 1733 nominato vescovo di Adria)
- Giovanni Maria Benzon † (2 marzo 1733 - 12 giugno 1744 dimesso)
- Paolo Francesco Giustiniani, O.F.M.Cap. † (15 giugno 1744 - 16 novembre 1750 nominato vescovo di Treviso)
- Gian Alberto De Grandi, C.R.L. † (16 novembre 1750 - 21 luglio 1752 deceduto)
- Vincenzo Bragadin, O.F.M.Cap. † (26 settembre 1753 - 21 giugno 1762 deceduto)
- Giannagostino Gradenigo, O.S.B.Cas. † (22 novembre 1762 - 19 settembre 1768 nominato vescovo di Ceneda)
- Giovanni Morosini, O.S.B. † (28 maggio 1770 - 14 dicembre 1772 nominato vescovo di Verona)
- Federico Maria Giovanelli † (12 luglio 1773 - 20 maggio 1776 nominato patriarca di Venezia)
- Giovanni Benedetto Civran † (15 luglio 1776 - 28 ottobre 1794 deceduto)
- Stefano Domenico Sceriman, O.P. † (1º giugno 1795 - 12 giugno 1806 deceduto)
- Giuseppe Maria Peruzzi † (18 settembre 1807 - 26 giugno 1818 nominato vescovo di Vicenza)
- Giuseppe Manfrin Provedi † (23 agosto 1819 - 26 gennaio 1829 deceduto)
- Antonio Savorin † (15 marzo 1830 - 25 dicembre 1840 deceduto)
- Jacopo De Foretti † (24 gennaio 1842 - 25 aprile 1867 deceduto)
  - Sede vacante (1867-1871)
- Domenico Agostini † (27 ottobre 1871 - 22 giugno 1877 nominato patriarca di Venezia)
  - Sigismondo Brandolini Rota † (25 giugno 1877 - 30 agosto 1877 dimesso[11]) (vescovo eletto)
- Ludovico Marangoni, O.F.M.Conv. † (25 giugno 1877 - 21 novembre 1908 deceduto)
- Antonio Bassani † (21 novembre 1908 succeduto - 1º ottobre 1918 dimesso[12])
- Domenico Mezzadri † (2 luglio 1920 - 8 dicembre 1936 deceduto)
- Giacinto Giovanni Ambrosi, O.F.M.Cap. † (13 dicembre 1937 - 28 novembre 1951 nominato arcivescovo di Gorizia e Gradisca)
- Giovanni Battista Piasentini, C.S.Ch. † (31 gennaio 1952 - 1º maggio 1976 ritirato)
- Sennen Corrà † (1º maggio 1976 - 19 luglio 1989 nominato vescovo di Concordia-Pordenone)
- Alfredo Magarotto † (22 febbraio 1990 - 31 maggio 1997 nominato vescovo di Vittorio Veneto)
- Angelo Daniel (27 novembre 1997 - 10 gennaio 2009 ritirato)
- Adriano Tessarollo (28 marzo 2009 - 3 novembre 2021 ritirato)
- Giampaolo Dianin, dal 3 novembre 2021

## Statistiche
La diocesi nel 2023 su una popolazione di 116.130 persone contava 106.290 battezzati, corrispondenti al 91,5% del totale.
| anno | popolazione | popolazione | popolazione | presbiteri | presbiteri | presbiteri | presbiteri                | diaconi | religiosi | religiosi | parrocchie |
| anno | battezzati  | totale      | %           | numero     | secolari   | regolari   | battezzati per presbitero | diaconi | uomini    | donne     | parrocchie |
| ---- | ----------- | ----------- | ----------- | ---------- | ---------- | ---------- | ------------------------- | ------- | --------- | --------- | ---------- |
| 1950 | 155.816     | 155.820     | 100,0       | 134        | 111        | 23         | 1.162                     |         | 28        | 267       | 47         |
| 1970 | 123.750     | 124.000     | 99,8        | 144        | 111        | 33         | 859                       |         | 42        | 286       | 69         |
| 1980 | 122.380     | 122.520     | 99,9        | 127        | 95         | 32         | 963                       |         | 38        | 321       | 72         |
| 1990 | 123.800     | 124.500     | 99,4        | 135        | 109        | 26         | 917                       | 3       | 33        | 232       | 68         |
| 1999 | 120.600     | 121.000     | 99,7        | 137        | 97         | 40         | 880                       | 4       | 58        | 76        | 68         |
| 2000 | 120.600     | 121.000     | 99,7        | 134        | 94         | 40         | 900                       | 3       | 57        | 76        | 68         |
| 2001 | 120.600     | 121.000     | 99,7        | 125        | 85         | 40         | 964                       | 3       | 43        | 156       | 68         |
| 2002 | 122.700     | 123.000     | 99,8        | 126        | 86         | 40         | 973                       | 3       | 43        | 150       | 68         |
| 2003 | 123.000     | 124.000     | 99,2        | 116        | 82         | 34         | 1.060                     | 3       | 37        | 128       | 68         |
| 2004 | 123.000     | 124.000     | 99,2        | 121        | 82         | 39         | 1.016                     | 3       | 42        | 168       | 68         |
| 2006 | 124.000     | 125.000     | 99,2        | 116        | 79         | 37         | 1.068                     | 3       | 39        | 165       | 68         |
| 2013 | 121.500     | 125.500     | 96,8        | 108        | 66         | 42         | 1.125                     | 3       | 46        | 106       | 68         |
| 2016 | 108.000     | 118.000     | 91,5        | 93         | 68         | 25         | 1.161                     | 3       | 29        | 101       | 68         |
| 2019 | 108.000     | 118.000     | 91,5        | 80         | 65         | 15         | 1.350                     | 7       | 19        | 86        | 68         |
| 2021 | 107.580     | 117.540     | 91,5        | 78         | 63         | 15         | 1.379                     | 7       | 17        | 71        | 68         |
| 2023 | 106.290     | 116.130     | 91,5        | 70         | 53         | 17         | 1.518                     | 5       | 19        | 69        | 67         |